# Thorogobius rofeni
Thorogobius rofeni es una especie de peces de la familia de los Gobiidae en el orden de los Perciformes.

## Morfología
Los machos pueden llegar a alcanzar los 8,5 cm de longitud total.

## Hábitat
Es un pez de Mar y de aguas profundas que vive entre 260-650 m de profundidad.

## Distribución geográfica
Se encuentra en el Atlántico oriental: el Golfo de Guinea (frente a las costas del Camerún ).

## Observaciones
Es inofensivo para los humanos. 